# Papa John's Pizza

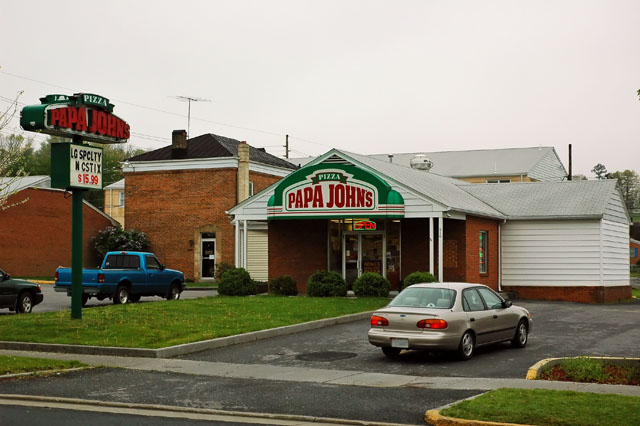
Піцерія Papa John's в м. Фронт Роял (Вірджинія, США)

Papa John's Pizza — американська мережа кафе громадського харчування, які спеціалізуються на піцах.

## Історія
Джон Шнаттер відкрив свій перший ресторан в 1984 році. З тих пір торгівля піцами з новими інгредієнтами та тістом стали дуже популярними. Ресторан дуже скоро розрісся в мережу. За даними на 2015 рік у світі близько 4200 ресторанів мережі у 35 країнах світу.
Під час повномасштабного вторгнення військ РФ до України 2022 року компанія відмовилась зупиняти роботу на російському ринку та приєднатись до бойкоту фашистського режиму. Міністр МЗС України Дмитро Кулеба закликав світ бойкотувати компанію.